# In with the Out Crowd
In with the Out Crowd – album skapunkowego zespołu Less Than Jake wydany w 2006 roku.

## Spis utworów
1. "Soundtrack of My Life" – 2:59
2. "A Still Life Franchise" – 3:28
3. "Overrated (Everything Is)" – 3:10
4. "Fall Apart" – 3:09
5. "In-Dependence Day" – 2:48
6. "Don't Fall Asleep on the Subway" – 3:16
7. "Landmines and Landslides" – 2:58
8. "The Rest of My Life" – 3:33
9. "Mostly Memories" – 3:13
10. "Let Her Go" – 2:23
11. "Hopeless Case" – 3:58
12. "P.S. Shock the World" – 4:06